# Genewars
Gene Wars è un videogioco strategico in tempo reale sviluppato dalla Bullfrog Productions e pubblicato dalla Electronic Arts nel 1996.